# Троицкая (платформа)
Тро́ицкая — остановочный пункт Рижского направления Московской железной дороги в городском округе Истра Московской области. Находится на северной окраине посёлка Троицкий.
Состоит из двух изогнутых боковых платформ, на 2 платформе находится кассовый павильон. Турникетами не оборудована. Относится к шестой тарифной зоне.
За первой платформой (из Москвы) был проложен подъездной путь к Истринскому молокозаводу. Демонтирован в начале 2000-х годов.
Время движения от Рижского вокзала — 1 час 14 минут.